# 乔伊·琼斯
约瑟夫·帕特里克·琼斯（英語：Joseph Patrick Jones，1955年3月4日—2025年7月22日），威尔士足球运动员，司职后腰。
琼斯以效力于利物浦时期的成绩为世人熟知，曾率领利物浦夺得两届欧洲冠军杯冠军。另外也长期效力于雷克瑟姆，在该俱乐部三进三出，至1990年代初断断续续执教俱乐部，2001年短暂担任俱乐部的看守主教练。国家队层面，于1975年至1986年间效力于威爾斯代表隊，上场72次。

## 俱乐部生涯

### 雷克瑟姆
1971年，琼斯加入雷克瑟姆，17岁时首次代表雷克瑟姆上场，与同城死敌切斯特城在威爾斯盃上决一死战，最终0比1输给对手。1975年，琼斯最终率领雷克瑟姆在威尔士杯决赛上击败卡迪夫城，夺得奖杯。后期琼斯逐渐在球队中建立起右后卫位置，帮助雷克瑟姆杀入1974年英格蘭足總盃四分之一决赛，创球队在足总杯的最佳成绩。

### 利物浦
1975年7月，琼斯离开雷克瑟姆，加入儿时梦寐以求的利物浦，主教练鲍勃·佩斯利为他开除11万欧元的薪水。同年8月16日，首次代表利物浦出场，在客场洛夫特斯路球場举行的联赛中2比0击败女王公园巡游者。最终利物浦夺得1975至76赛季联赛冠军，琼斯因出场次数较少，没有拿到联赛冠军奖牌。
1977年，琼斯率领利物浦拿下英格蘭甲組聯賽和欧洲冠军杯双冠王，英格蘭足總盃层面杀入决赛，有望实现三冠王。1976年11月9日，琼斯在联赛中攻入利物浦生涯首球，帮助利物浦在主场安菲尔德球场5比1击败莱斯特城。然而三冠王霸业并没有实现，利物浦在温布利球场举行的足总杯决赛中1比2输给曼联，琼斯在比赛中精准长传助攻吉米·凯斯攻入1球。四天后，利物浦重整旗鼓，在罗马3比1击败门兴格拉德巴赫，夺得队史首个欧战冠军，琼斯成为首位夺得欧洲冠军杯奖牌的威尔士球员。利物浦球员在决赛赛场打出巨型横幅，上面写着“乔伊吃了青蛙腿，做了瑞士卷，现在他要吞噬拉德巴赫”。
次年，伴随着汤米·史密斯的复出，以及新晋苏格兰后卫阿伦·汉森的崛起，琼斯在利物浦的出场次数有所减少。1978年夏季，琼斯离开利物浦，生涯出场次数正好100场，攻入3球。

### 回归雷克瑟姆
1978年，琼斯回归雷克瑟姆，薪水高达21万欧元，创下雷克瑟姆球员薪水纪录，至2022年1月被奥利·帕尔默的30万欧元薪水打破。

### 切尔西
1982年，切尔西主教练约翰·尼尔以34万欧元签下琼斯。在般頓公園球場对阵卡莱尔联的比赛中，琼斯替补上阵，首次代表切尔西上场。凭借坚定态度，以及赛前握起拳头的仪式，琼斯成为切尔西球迷心目中的英雄。1982至83赛季，琼斯帮助切尔西逃离降级至丙级联赛的命运。1983至84赛季，琼斯帮助切尔西拿下乙組聯賽，成功升级至甲级联赛。随后伴随切尔西度过甲级联赛赛季，至1985年8月被哈德斯菲尔德以3.5万欧元签走。效力于切尔西时期，琼斯参加78场联赛，攻入2球。

### 生涯后期
加盟哈德斯菲尔德首赛季，琼斯成为球队年度最佳球员。两个赛季后，他重新加盟雷克瑟姆，1991至92赛季结束后退役。

## 国家队生涯
1975年11月，琼斯首次代表威爾斯参加国际比赛，对阵奧地利。琼斯在威尔士代表队出场72次，攻入1球。1986年5月，琼斯参加客场对阵加拿大的友谊赛，这是他在威尔士的最后一场比赛。去世的时候，琼斯与馬克·曉士并列威尔士代表队球员场数榜第15位。

## 退休与去世
2002年，琼斯接受心血管外科手术。之后渐渐淡出雷克瑟姆教练团队，担任U18和后备队教练，至2017年退休。2021年，回归雷克瑟姆，担任青年队大使。2001年，布莱恩·弗林离开后，担任雷克瑟姆看守主教练，直至丹尼斯·史密斯上任。
2025年7月22日，琼斯去世，享年70岁。

## 个人荣誉
雷克瑟姆
- 威爾斯盃冠军：1974–75（英语：1974–75 Welsh Cup）

利物浦
- 英格蘭甲組聯賽冠军：1976–77（英语：1976–77 Football League First Division）[7]
- 欧洲冠军杯冠军：1976–77、1977–78[7]
- 欧足联欧洲联赛冠军：1975–76[7]
- 歐洲超級盃冠军：1977[7]
- 英格蘭足總盃亚军：1976–77[19]

切尔西
- 英格蘭乙組聯賽冠军：1983–84（英语：1983–84 Football League Second Division）[11]

个人
- 切尔西年度最佳球员（英语：Chelsea Player of the Year）：1982–83[11]
- 哈德斯菲尔德年度最佳球员：1985–86[13]
- PFA年度最佳陣容：1988–89赛季丁级联赛[20]